# Commiphora stellatopubescens
Commiphora stellatopubescens är en tvåhjärtbladig växtart som beskrevs av Jan Bevington Gillett och Mats Thulin. Commiphora stellatopubescens ingår i släktet Commiphora och familjen Burseraceae. Inga underarter finns listade i Catalogue of Life.